# Götz Tangerding
Götz Tangerding (* 1951 in Donauwörth; † 1991) war ein deutscher Jazzpianist, Bandleader und Komponist.

## Leben und Wirken
Tangerding stammte aus einer Unternehmerfamilie. Er war der Sohn von Werner Tangerding und Charlotte Tangerding, den Gründern der Südstahl GmbH in Mertingen. Sein Bruder Axel Tangerding ist Theatermacher, Architekt und Unternehmer. Er studierte zunächst am Leopold-Mozart-Konservatorium Augsburg Klavier bis zur Konzertreife. Er begann in den 1970er-Jahren in der Münchner Jazzszene zu spielten und tourte mit dem Schlagzeuger Rudi Roth durch Osteuropa. Ab 1976 schloss er ein Kompositionsstudium am New England Conservatory of Music in Boston bei George Russell an. 1978 gehörte er zu dessen New York Big Band. Nach seiner Rückkehr nach München 1980 gründete er die Formation Bhakti Jazz, deren erste Veröffentlichung die Single Glimpses of Truth / Eastern Moods war.
Die folgenden Alben erschienen auf dem gleichnamigen Label Tangerdings, wie First Step (1980, mit Hämi Hämmerli), Nasrudins Orchestra (1985, mit Hermann Breuer, Jörg Widmoser, Thomas Zoller, Leszek Zadlo) und Jazztracks (1990, mit Wolfgang Lackerschmid, Sheila Jordan, Monty Waters und Heimo Wiederhofer). In seiner Band spielten u. a. Ray Pizzi und Rainer Glas. Er hatte auch ein Trio mit dem Bassisten Christian Stock und seinem langjährigen Schlagzeuger
Rudi Roth, mit dem er die Alben Crystallization, A la Ala – A voice in Jazz sowie Porque no (mit Karlheinz Miklin) und Jazztracks vorlegte.

Sein musikalischer Nachlass ist in der Musikabteilung der Bayerischen Staatsbibliothek München zugänglich.

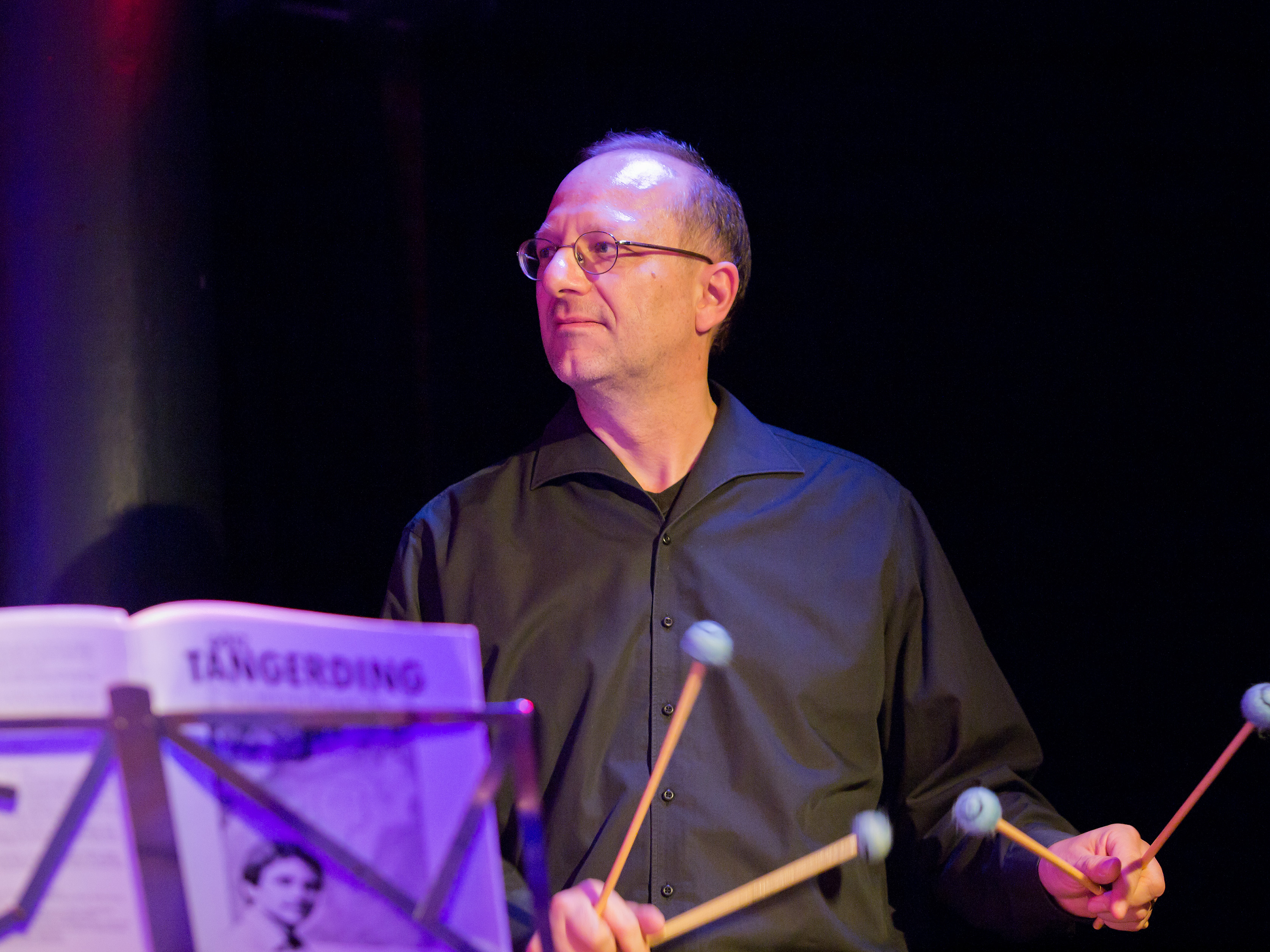
Pult, Partiturbuch und W. Lackerschmid